# 7 Eskadra Pilotażu Podstawowego Oficerskiej Szkoły Lotniczej nr 5
 7 Eskadra Pilotażu Podstawowego Oficerskiej Szkoły Lotniczej im. F. Żwirki i S. Wigury  (7 epp OSL-5) – pododdział wojsk lotniczych.

## Historia – formowanie, zmiany organizacyjne
Na początku 1953 roku Oficerska Szkoła Lotnicza nr 5 przeszła kolejną reorganizację związaną z przejściem na nowy etat nr 20/266. Podstawą reorganizacji był rozkaz ministra obrony narodowej nr 012/org. z 3 lutego 1953 roku. W wyniku tej decyzji została przekazana z dęblińskiej OSL-4 do OSL-5 - 5 Eskadra Pilotażu Podstawowego. Jednocześnie zostało przekazane radomskiej szkole lotnisko polowe w Podlodowie wraz ze stacjonującą tutaj 5 eskadrą szkolną kpt. pil. Kazimierza Ciepieli. Pod koniec lutego 1953 roku wymieniona eskadra została formalnie wciągnięta na stan ewidencyjny OSL nr 5. 5-ta eskadra dysponowała samolotami Junak-2 i w związku z tym od początku przewidziano ją do szkolenia podchorążych w zakresie pilotażu podstawowego.
W 1955 OSL nr 5, dysponująca 9 eskadrami, przechodzi zmianę etatu z 20/283 na etat 20/343 i związaną z tym reorganizację. 5 lutego 1955 eskadry przemianowane zostały:
- 9 Eskadra na l Eskadrę Pilotażu Bojowego;
- 4 Eskadra na 2 Eskadrę Pilotażu Bojowego;
- 3 Eskadra na 3 Eskadrę Pilotażu Bojowego;
- l Eskadra na 4 Eskadrę Pilotażu Przejściowego;
- 2 Eskadra na 5 Eskadrę Pilotażu Przejściowego;
- 7 Eskadra na 6 Eskadrę Pilotażu Przejściowego;
- 5 Eskadra na 7 Eskadrę Pilotażu Podstawowego;
- 6 Eskadra na 8 Eskadrę Pilotażu Podstawowego;
- 8 Eskadra na 9 Eskadrę Pilotażu Podstawowego.

W 1958 rozpoczął się kolejny etap reorganizacji systemu wojskowego szkolnictwa lotniczego. Opracowano projekt reorganizacji struktur oficerskich szkół lotniczych. Projekt przewidywał zmianę organizacji eskadrowej na pułkowe, gdyż przyjęcie nowego sprzętu wymagało innego, znacznie rozbudowanego systemu zaopatrzenia i zabezpieczenia. Zmiany przeprowadzono na podstawie rozkazu organizacyjnego MON nr 075/Org. z dnia 31 grudnia 1957 r. oraz rozkazu organizacyjnego DWL i OPL OK nr 02/Org. z dnia 29 stycznia 1958 r. Na skutek tych rozkazów OSL-5 przeszła na etat nr 20/466. Historia 7 eskadry kończy się w lutym 1958 roku. Lotnisko Podlodów zostało przekazane ponownie do dyspozycji dęblińskiej szkoły.

## Dowódcy eskadr 1953-1958[8]
- kpt. pil. Kazimierz Ciepiela (1953-1954)
- kpt. pil. Andrzej Adamczuk (1954-1957)
- kpt. pil. Stanisław Piekara (1957-1958)

## Struktura etatowa eskadry[9]
- dowódca eskadry
- zastępca dowódcy eskadry ds. politycznych
  - sekretarz POP
  - instruktor ZMP
- szef sztabu
  - szef łączności
  - instruktor WF
  - szef eskadry
  - kancelista
  - maszynistka
  - instruktor wyszkolenia spadochronowego
  - układacz spadochronowy
- nawigator eskadry
- pomocnik dowódcy eskadry ds. wyszkolenia bojowego
  - dowódcy klucza
  - piloci instruktorzy
  - technik klucza
  - starszy mechanik lotniczy
  - mechanik lotniczy
  - starszy silnikowy
  - mechanik przyrządów lotniczych
  - mechanik instalacji elektrycznej
  - mechanik uzbrojenia lotniczego
  - majster radiowy
- pomocnik dowódcy eskadry ds. liniowych
  - dowódca kompanii podchorążych
  - lekarz
  - felczer
  - szef kompanii podchorążych
  - podoficer gospodarczy
- pomocnik dowódcy eskadry ds. inż.-eksploatacyjnych
  - szef MPS
  - inżynier osprzętu
  - inżynier uzbrojenia
  - starzy technik eksploatacyjny
  - technik osprzętu
  - technik uzbrojenia

## Samoloty
Na wyposażeniu eskadry były samoloty:
- Junak-2
- TS-9 Junak 3